# Etničke grupe Bocvane
Etničke grupe Bocvane, 1,906,000 stanovnika (UN Country Population; 2008)
- Afrikaneri
- Birwa	16,000
- Britanci	5,400
- Gciriku	2,100
- Gwi, Gwi-Khwe	2,700
- Gxana	2,100
- Handa, Tsexa	1,100
- Heikum, San	20,000
- Herero	21,000
- Hua	200
- Indopakistanci	4,300
- Kalanga	191,000
- Kgalagadi	43,000
- Kinezi	1,100
- Kua	900
- Kung-Gobabis	2,100
- Kung-Tsumkwe	5,300
- Kxoe, Khwe, Xun	4,300
- Lozi	2,100
- Luyana, Kwangali	8,400
- Luyana, Lui	8,100
- Mbukushu, Gova	21,000
- Nama	1,600
- Nambya	16,000
- Naro, Nharon	11,000
- Ndebele	62,000
- Nusan Xoo, Ngamani	4,300
- Obojeni
- Pedi, sjeverni Sotho	15,000
- Shona	46,000
- Shua	6,400
- Sotho	9,900
- Subia, Kuhane	14,000
- Tsoa, Hiechware	5,300
- Tswana-Hurutshe	12,000
- Tswana-Kgatla, Tswana Central	336,000
- Tswana-Kwena	181,000
- Tswana-Malete	33,000
- Tswana-Ngwaketse	181,000
- Tswana-Ngwato	386,000
- Tswana-Rolong	25,000
- Tswana-Seleka	6,900
- Tswana-Tawana	117,000
- Tswana-Tlaping	8,500
- Tswana-Tlokwa	8,500
- Tswapong	2,100
- Xhosa	9,900
- Yeyi, Kuba	21,000
- Zulu	4,900
- Židovi	100